# التجمع (جريدة)
جريدة حزبية تابعه لحزب التجمع اصدرت عام 2000 وقامت بجهود بعض الكتاب أمثال:
إبراهيم السايح وجلال عامر ومجدي الصيرفي وأحمد الحصري وأمنيه فهمي وأحمد جودة ودينا قدري وإلهام رفعت وأحمد مجدي وغيرهم الكثيرين
تميزت الجريدة بجرأتها ولهجتها الساخرة ونقدها اللاذع للحكومة المصرية وقد واجهت العديد من الصعاب والمعوقات مما هدد وجودها في الساحة الصحفيه المصرية، المحزن أنها أغلقت أبوابها وهي على وشك النجاح، كما أن فشل إدارة الجريدة في الحصول على اعلانات مع محاربة الأمن لها، والسمعة التي أطلقها الأمن عليها بأنها جريدة الشيوعين الكفرة حتى يبعد العامة عنها كان لهم أكبر الأثر في عدم استمرارها. التجمع قدمت العديد من الموضوعات وفجرت الكثير من القضايا مثل قضية أبراج القلعة التي فجرتها الصحفية النابهة «أمنية فهمى» وكانت أول من لفت النظر إليها.كما قدمت أمنية فهمى أيضاً عدداً من التقارير الهامة عن المملكة العربية السعودية.. وعدداً كبيراً من الحوارات الفنية مع كبار الفنانين. وكانت الجريدة قد بدأت تخطو نحو النجاح الأمر الذي هدد جريدة الأهالى وهي الجريدة الأولى للحزب خاصة وأنها كانت تعانى المشاكل بعد اجبار رئيس تحريرها نبيل زكى على تقديم استقالته، وقد بدت التجمع وكأنها المنافس الخطر وبدا الأمر وكأنه حرب بين رئيسى مجلس إدارة الجريدتان، لكنه حسم بالطبع لصالح رئيس مجلس إدارة الأهالى الذي هو رئيس حزب التجمع الحالي / رفعت السعيد.